# 러프 콜리

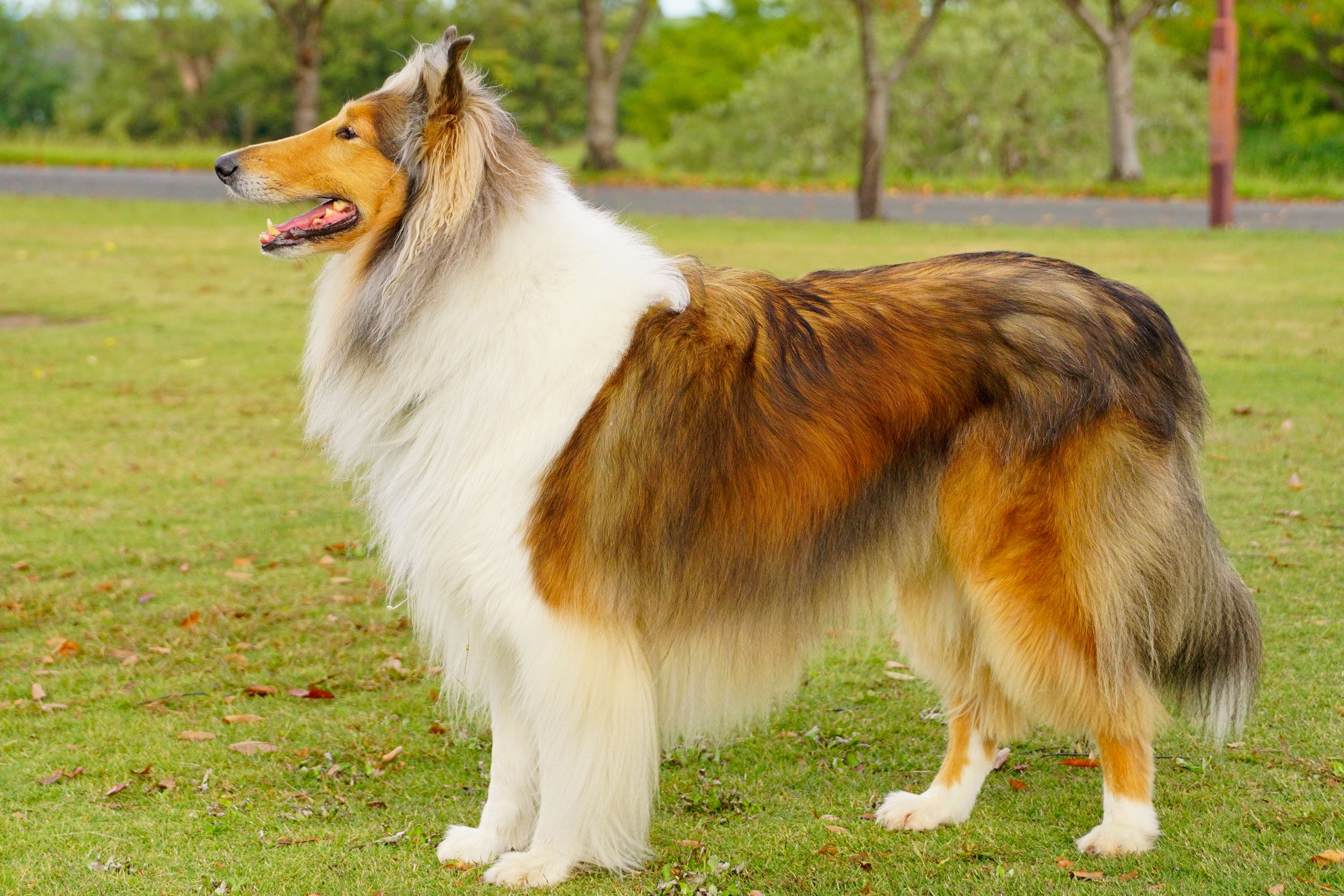
러프 콜리

러프 콜리(Rough Collie)는 중대형의 긴 털을 가진 개 품종으로, 원래는 스코틀랜드에서 양을 치는 데 사용되고 사육된 콜리 종류였다.최근의 사육에서는 콜리를 쇼견이자 반려견으로 키우는 데 중점을 두었다. 품종 사양은 특징적인 길고 좁은 테이퍼형 주둥이와 끝이 뾰족한(반쯤 솟은) 귀를 요구하므로 일부 개는 어릴 때 귀를 테이프로 감는다. 러프 콜리는 일반적으로 세이블과 흰색(때로는 마호가니), 블루 머를, 삼색, 컬러헤드 흰색의 음영으로 나타난다.